# Saint-Martin-le-Colonel

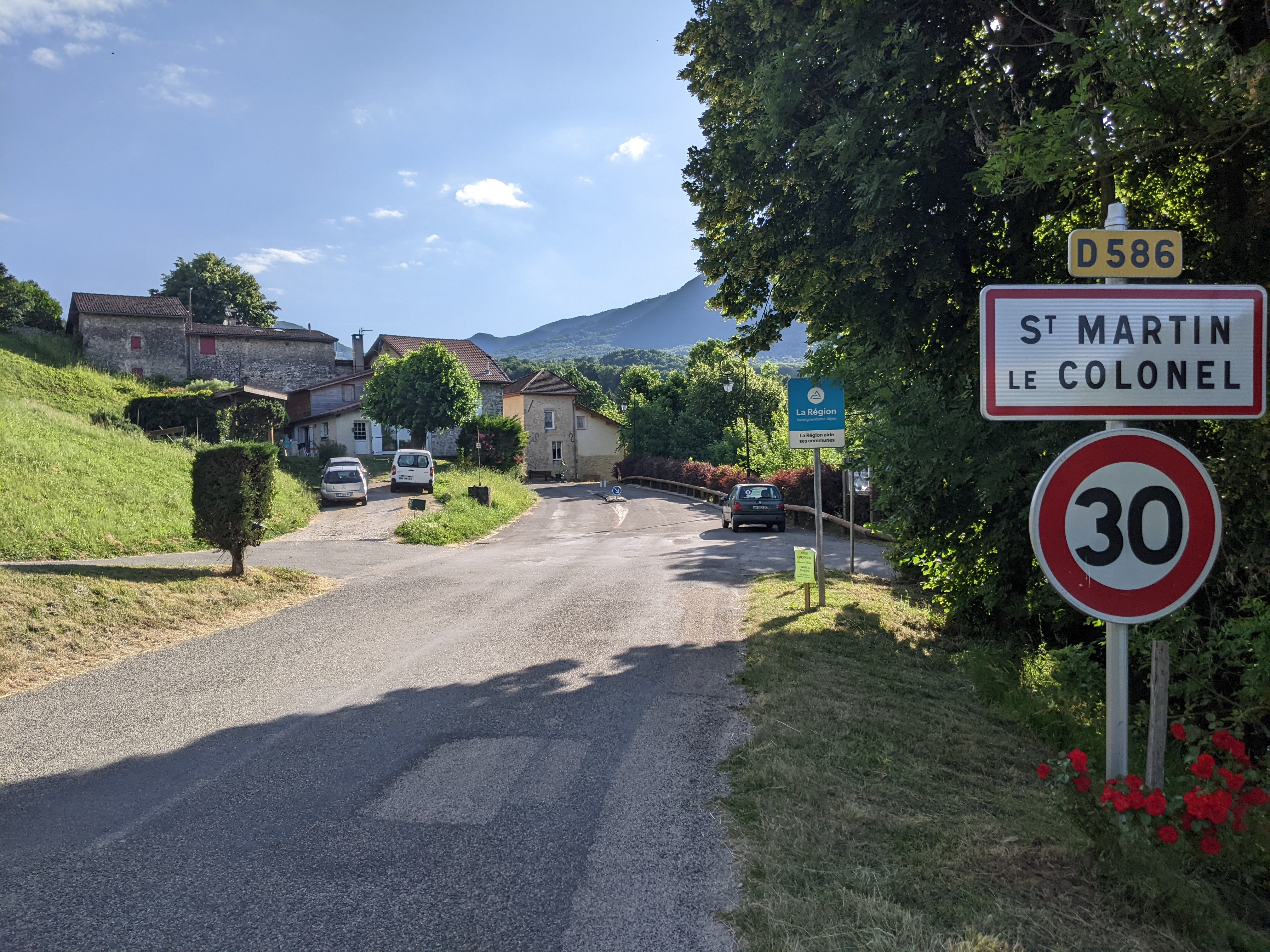
Saint-Martin-le-Colonel (2022)

Saint-Martin-le-Colonel ist eine Gemeinde im französischen Département Drôme in der Region Auvergne-Rhône-Alpes. Sie gehört zum Kanton Vercors-Monts du Matin und zum Arrondissement Die. Sie grenzt an Oriol-en-Royans im Westen, Saint-Jean-en-Royans im Norden und Bouvante im Osten und im Süden.

## Bevölkerungsentwicklung
| Jahr                       | 1962 | 1968 | 1975 | 1982 | 1990 | 1999 | 2008 | 2015 |
| -------------------------- | ---- | ---- | ---- | ---- | ---- | ---- | ---- | ---- |
| Einwohner                  | 126  | 125  | 100  | 108  | 145  | 163  | 178  | 187  |
| Quellen: Cassini und INSEE |      |      |      |      |      |      |      |      |

## Sehenswürdigkeiten
- Burgruine aus dem 12. Jahrhundert